# Porina subapplanata
Porina subapplanata är en lavart som beskrevs av Malcolm, Vezda, P. M. McCarthy & Kantvilas. Porina subapplanata ingår i släktet Porina och familjen Porinaceae.   Inga underarter finns listade i Catalogue of Life.